# Przemysław Oziębała
Przemysław Oziębała (ur. 24 sierpnia 1986 w Koziegłowach) – polski piłkarz i trener.

## Życiorys
Oziębała jest wychowankiem zespołu Zieloni Żarki. Spędził tam 3,5 roku. Przed rundą wiosenną sezonu 2006/2007 utalentowanego napastnika zauważono w Sosnowcu i postanowiono ściągnąć go do miejscowego Zagłębia. W jego barwach zadebiutował 10 marca 2007 w wygranym 1:0 meczu z Piastem Gliwice. Swoją pierwszą bramkę dla Zagłębia strzelił 9 czerwca 2007 r. w zremisowanym 2:2 spotkaniu z KSZO Ostrowiec.
W tym samym roku awansował z zespołem z Sosnowca do Ekstraklasy. Zadebiutował w niej 29 września 2007 w przegranym 0:1 meczu z Cracovią. W barwach Zagłębia, Oziębała rozegrał łącznie 19 spotkań i strzelił 3 bramki (1 w II lidze i 2 w Pucharze Ekstraklasy).
Przed rundą wiosenną sezonu 2007/2008 przeszedł do Widzewa Łódź. Zadebiutował w nim 23 lutego 2008 w wygranym 4:3 spotkaniu z Odrą Wodzisław. W barwach łódzkiej drużyny strzelił 2 bramki w Ekstraklasie - obie w zwycięskim (2:1) meczu z Górnikiem Zabrze. Mecz ten odbył się 10 maja 2008. Widzewowi nie udało się utrzymać w Ekstraklasie i spadł do I ligi.
Sezon 2008/2009 zakończył z dorobkiem 32 meczów (31 ligowych) i 10 bramek. Pomimo zajęcia 1. miejsca w tabeli końcowej Widzew musiał pozostać w I lidze na kolejny sezon z powodu decyzji PZPN w związku z aferą korupcyjną. W sezonie 2009/2010 ponownie wywalczył awans do Ekstraklasy.
W pierwszym meczu sezonu 2011/12 Oziębała zdobył bramkę z Wisłą Kraków (1:1).
Przed sezonem 2012/13 Oziębała dołączył do Górnika Zabrze. Tam wystąpił w 32 meczach i zdobył 2 gole. Klub ze Śląska reprezentował do rundy jesiennej 2014/2015. Następnie grał w Siarce Tarnobrzeg, gdzie wystąpił w 10 spotkaniach II ligi i zdobył 1 bramkę. W sezonie 2015/16 występował w klubie Stal Stalowa Wola, gdzie był podstawowym piłkarzem (24 mecze, 3 bramki). Od 2016 r. grał w Rakowie Częstochowa, z którym w 2017 r. zdobył mistrzostwo II ligi.
W latach 2018–2020 grał w Gwarku Tarnowskie Góry oraz trenował drużynę żaków. W 2020 r. wrócił do Rakowa, w którym rozegrał 6 meczów. Pracował jako asystent w tamtejszej akademii piłkarskiej, następnie jako trener Raków II Częstochowa. W 2024 zaczął pracę jako asystent pierwszego trenera Raków Częstochowa.

## Kariera piłkarska
| Sezon       | Klub                   | Kraj   | Rozgrywki                        | Mecze | Bramki |
| ----------- | ---------------------- | ------ | -------------------------------- | ----- | ------ |
| 2003/04     | Zieloni Żarki          | Polska | Liga okręgowa grupa: Częstochowa | -     | -      |
| 2004/05     | Zieloni Żarki          | Polska | Liga okręgowa grupa: Częstochowa | -     | -      |
| 2005/06     | Zieloni Żarki          | Polska | IV liga                          | -     | -      |
| 2006/07 (j) | Zieloni Żarki          | Polska | IV liga                          | -     | -      |
| 2006/07 (w) | Zagłębie Sosnowiec     | Polska | II liga                          | 5     | 1      |
| 2007/08 (j) | Zagłębie Sosnowiec     | Polska | Ekstraklasa                      | 8     | 0      |
| 2007/08 (w) | Widzew Łódź            | Polska | Ekstraklasa                      | 5     | 2      |
| 2008/09     | Widzew Łódź            | Polska | I liga                           | 31    | 10     |
| 2009/10     | Widzew Łódź            | Polska | I liga                           | 19    | 2      |
| 2010/11     | Widzew Łódź            | Polska | Ekstraklasa                      | 11    | 1      |
| 2011/12     | Widzew Łódź            | Polska | Ekstraklasa                      | 25    | 4      |
| 2012/13     | Górnik Zabrze          | Polska | Ekstraklasa                      | 10    | 1      |
| 2013/14     | Górnik Zabrze          | Polska | Ekstraklasa                      | 18    | 1      |
| 2014/15 (j) | Górnik Zabrze          | Polska | Ekstraklasa                      | 4     | 0      |
| 2014/15 (w) | Siarka Tarnobrzeg      | Polska | II liga                          | 10    | 1      |
| 2015/16     | Stal Stalowa Wola      | Polska | II liga                          | 24    | 3      |
| 2016/17     | Raków Częstochowa      | Polska | II liga                          | 29    | 10     |
| 2017/18     | Raków Częstochowa      | Polska | I liga                           | 12    | 1      |
| 2018/19     | Gwarek Tarnowskie Góry | Polska | III liga                         | 23    | 7      |
| 2019/20     | Gwarek Tarnowskie Góry | Polska | III liga                         | 14    | 3      |
| 2019/20     | Raków Częstochowa      | Polska | Ekstraklasa                      | 6     | 0      |

## Sukcesy

### Klubowe

#### Zieloni Żarki
- Mistrzostwo Ligi okręgowejː 2004/2005

#### Zagłębie Sosnowiec
- 4. miejsce w II lidzeː 2006/2007

#### Widzew Łódź
- Mistrzostwo I ligiː 2009/2010

#### Raków Częstochowa
- Mistrzostwo II ligiː 2016/2017